# Grange d'Amberg

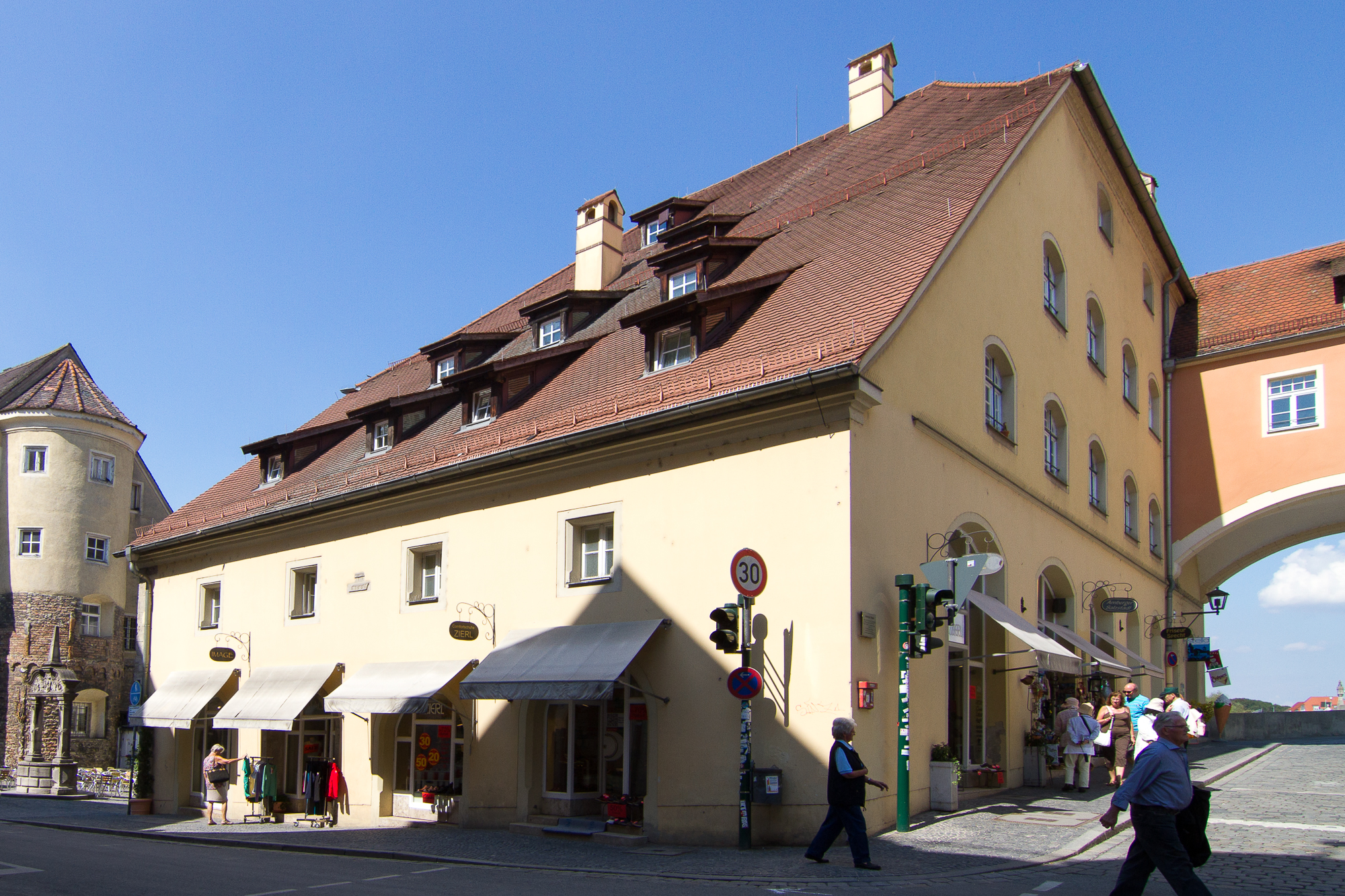
Vue du côté sud de la grange d'Amberg (2013), contre la tour du pont.

La grange d'Amberg (Amberger Stadel) est une ancienne grange à sel située dans la vieille ville de Ratisbonne en Bavière. Elle a été construite en 1487 juste à l'ouest du pont de pierre sur ordre du duc Albert IV de Bavière. En 1551, la grange à sel fut agrandie et reconstruite par la ville impériale de Ratisbonne. Cet édifice au n° 2 de la Brückstrasse est un monument protégé.

## Histoire

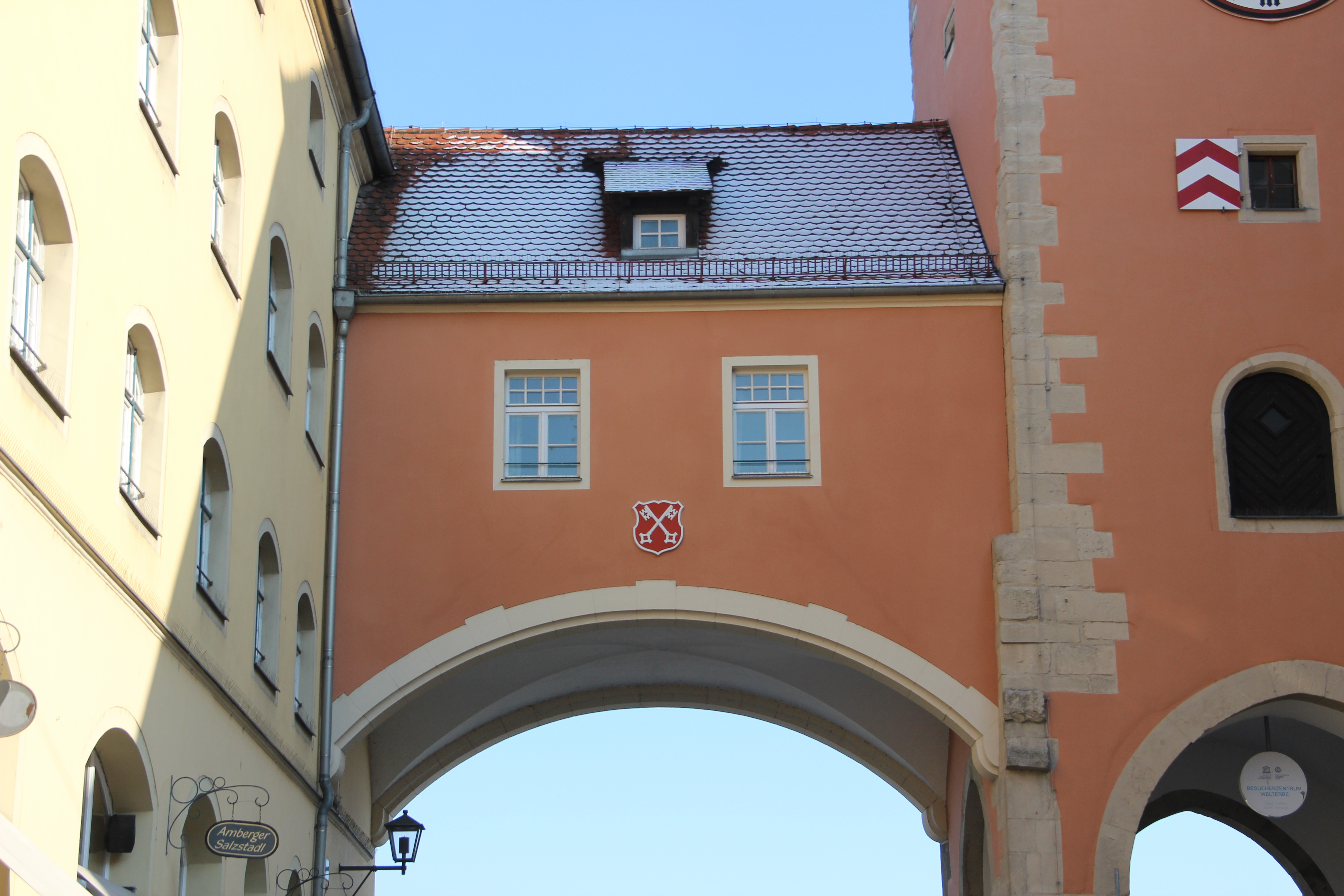
Arche entre la grange à gauche et la tour du pont à droite (2013).

La grange a été construite entre 1485 et 1492 en tant que première grange à sel de Ratisbonne pendant la brève période où la ville impériale libre de Ratisbonne a été administrée par le duc Albert IV de Bavière. Après que la ville eut obtenu le droit d'étape pour le sel par le duc, la grange à sel était censée lancer la reprise économique de Ratisbonne et favoriser le transport du sel vers les régions du nord de la Bavière, vers Amberg et le Haut-Palatinat. Jusque-là, les marchands de Ratisbonne n'avaient pas le droit du commerce du sel parce que c'était le privilège des seigneurs du sel. La construction de la grange à sel à l'ouest de la tête de pont du pont de pierre a été difficile, car il fallait prendre en considération l'étroit canal (canal Wiedfang) qui était là à cette époque. Le canal partait du Danube à la place inclinée « Am Wiedfang », et menait sous l'arche du pont la plus au sud, maintenant enterrée, et coulait à l'est du pont vers la taverne à saucisses « Wurstkuchel » de nouveau vers le Danube.
Lorsque la grange a été agrandie en 1551 par la ville impériale de Ratisbonne, le canal a été comblé entretemps. Elle consiste en un édifice imposant à toit en bâtière à quatre étages de pierres de carrière, formant une croupe à l'ouest.
La grange d'Amberg a été convertie en immeuble résidentiel et commercial en 1902-1903 par l'architecte de la ville Adolf Schmetzer. Une arche a également été construite entre l'ancienne grange à sel et la tour du pont pour le passage du tramway vers Stadtamhof.  
L'édifice a été restauré après 1989 avec des magasins au rez-de-chaussée et des studios pour résidence d'étudiants.

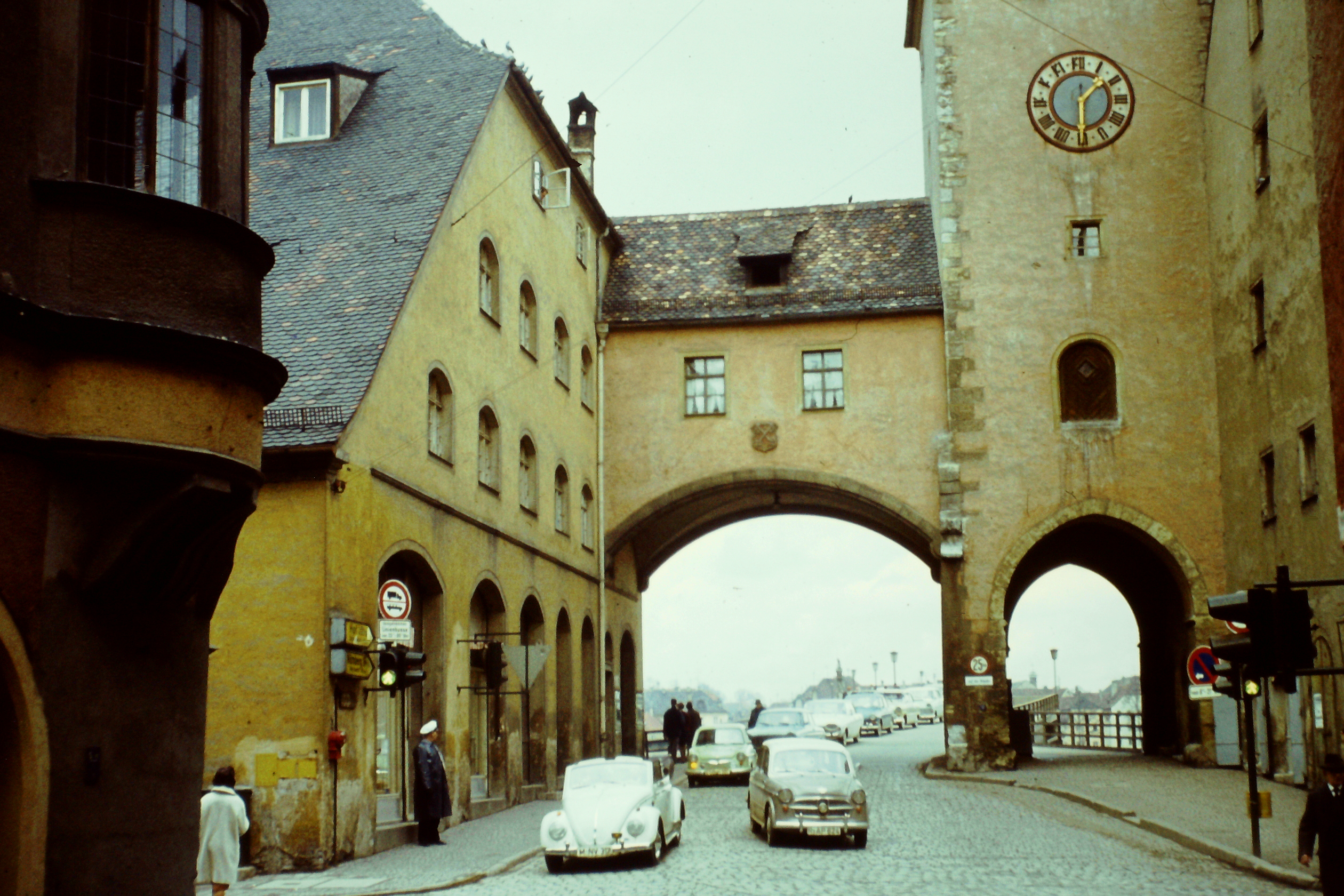
Vue du côté de la Brückstraße en 1964.
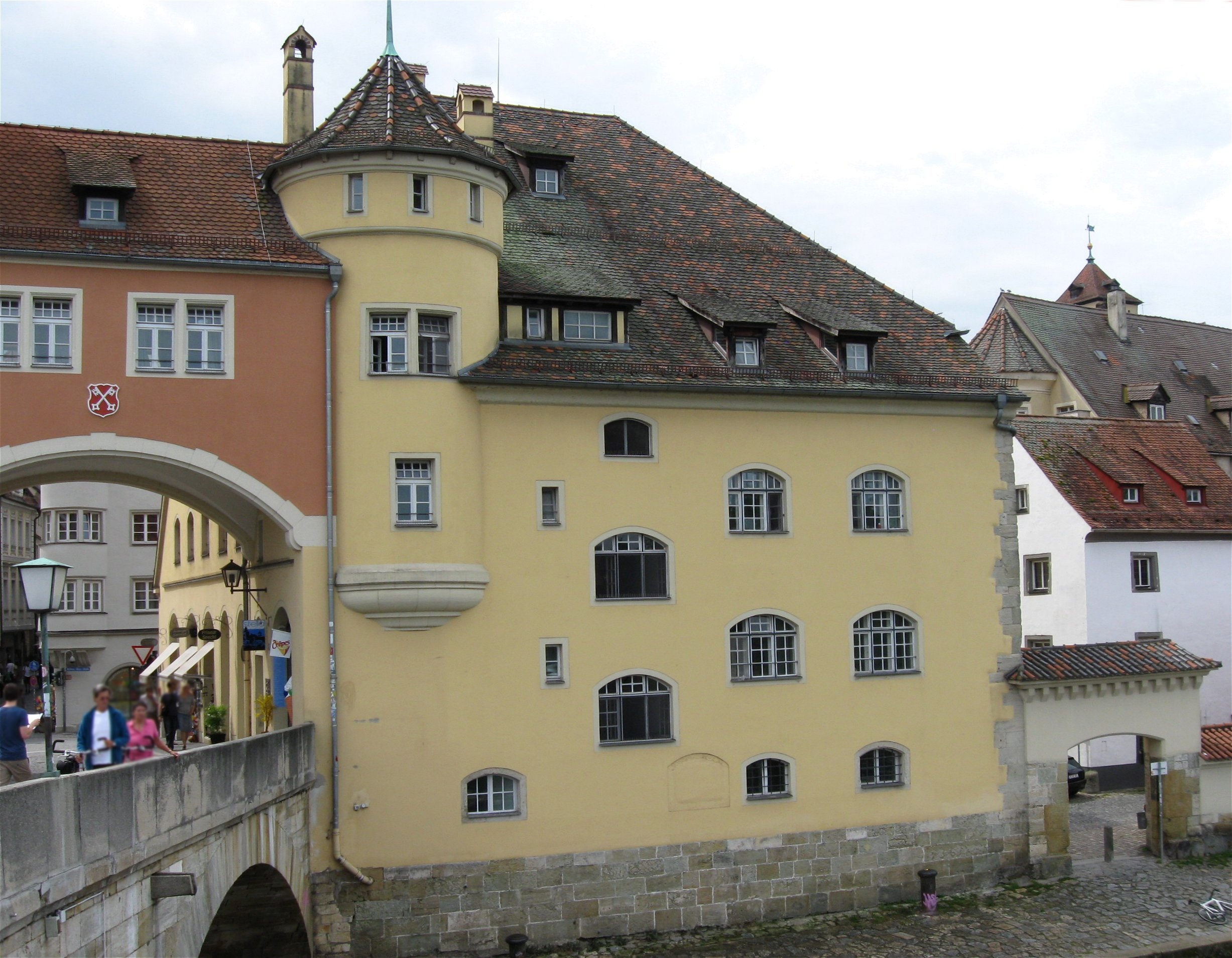
Vue du côté du pont de pierre.